# 79144 Сервантес
79144 Сервантес (79144 Cervantes) — астероїд головного поясу, відкритий 2 лютого 1992 року.
Тіссеранів параметр щодо Юпітера — 3,145.
Названий на честь іспанського письменника Мігеля де Сервантеса.